# Caballo karachái
La raza de caballos karachái (en ruso: Карачаевская лошадь, en karachái-bálkaro: Къарачай ат) es originaria de las montañas de Karachái en el Cáucaso septentrional, en el nacimiento del río Kubán, en la república de Karacháyevo-Cherkesia de Rusia.
En el Registro Estatal de Logros de Selección aprobado para su uso, la raza de caballo karachái figura como caballo de montar, con el número 9354442 (creador No. 1278).
Fue desarrollada cruzando caballos locales con sementales orientales. La cría de caballos karachái se realiza en verano en pastos en las montañas, en un terreno muy accidentado con fuertes fluctuaciones de temperatura y humedad, y en invierno, en las estribaciones y en la llanura, con poca alimentación con heno, contribuyó al desarrollo de sus cuartos, buena movilidad y especial resistencia a condiciones externas adversas en estos caballos.

## Características

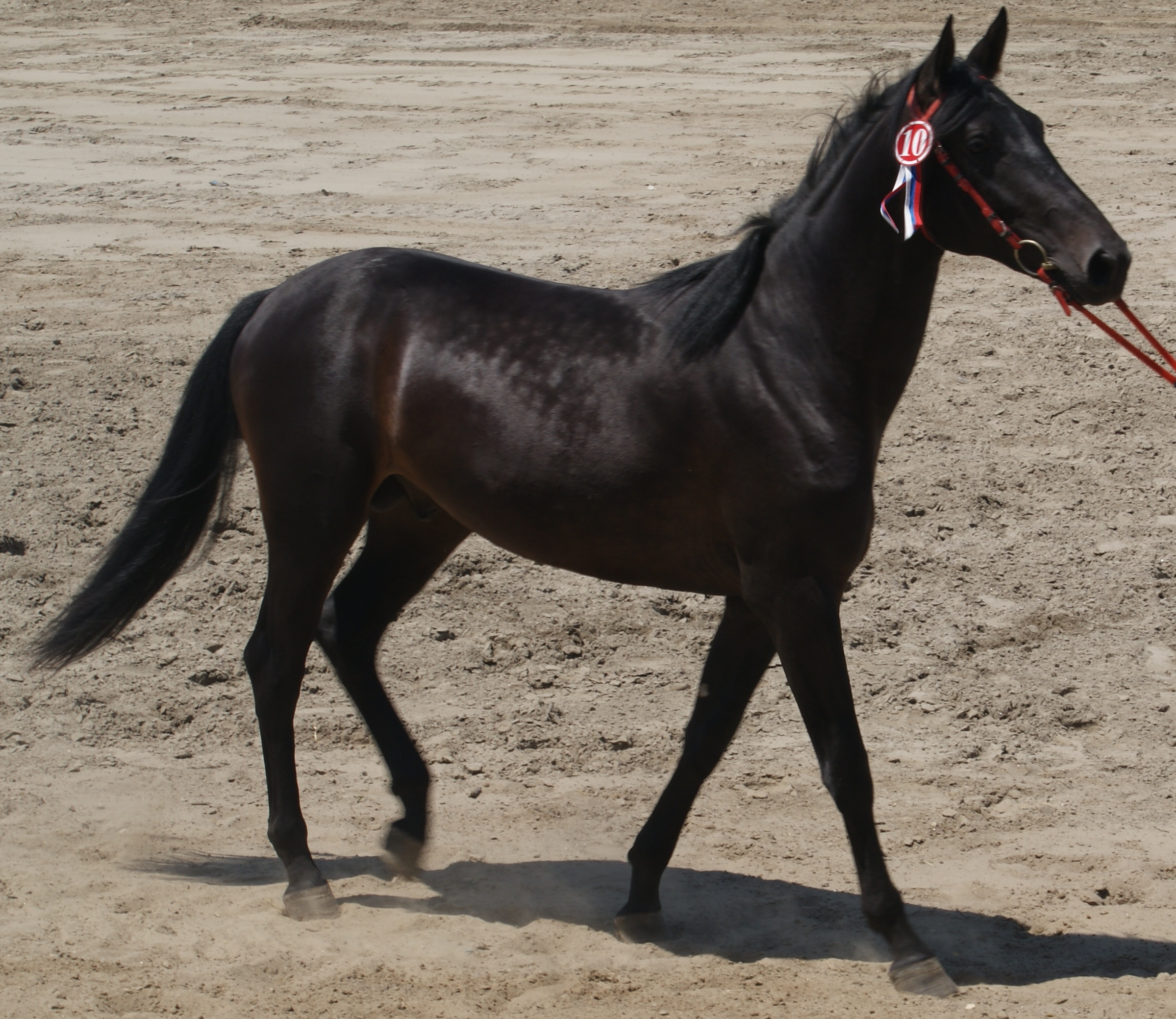
Caballo karachái.

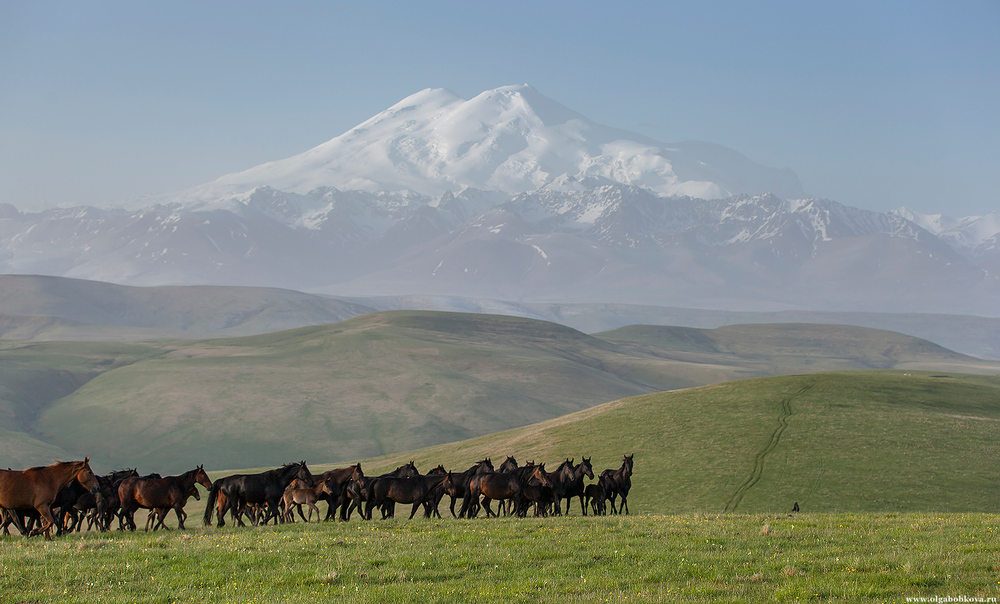
Caballos pastando bajo el monte Elbrús.

Según la clasificación de los profesores V. I. Kalinin y G. G. Jitenkov de 1939se trata de una raza mixta septentrional-meridional de transición por influencia humana, son caballos de montar de paso rápido.
Según la clasificación del profesor Vladímir Witt, la raza karachái pertenecía al grupo de razas airisómicas (de cuerpo ancho) de raíz mongola. Los caballos karachái son modestos, extremadamente eficientes, se distinguen por una buena coordinación de movimientos, una constitución fuerte, resistencia a diversas enfermedades y resistencia en general. Los caballos karachái eran capaces de realizar largas caminatas en cualquier momento del día, sobre rocas y fuera de los caminos, "en condiciones de heladas y calor intensos". Los fuertes cascos “no se desgastan ni siquiera donde las herraduras de acero no pueden resistir”.
Una característica distintiva de los caballos karachái actuales es un "paso muy suave y productivo". Al mismo tiempo, muchos caballos caminan con un andar peculiar, similar a un deambular, desarrollando velocidades de hasta 12 km por hora al caminar.
El caballo karachái es una raza típica de montaña, y esto se refleja no sólo en las características interiores, sino también en algunas características exteriores. Con una altura de aproximadamente 150-155 cm, los representantes de la raza son bastante "profundos" y de cuerpo ancho. Los karachái necesitaban un caballo más para el trabajo que para la guerra, y sus caballos se distinguen por su estilo universal, más "arnés", patas relativamente pequeñas y masividad. La cabeza de los caballos karachái es de tamaño mediano, estrecha, ligeramente aguileña, con nariz fina y orejas puntiagudas muy estrictas de tamaño mediano; de longitud y alcance medianos, cuello bien musculoso, a veces con una pequeña nuez. La cruz es bastante larga, no alta, la espalda recta, fuerte, el lomo de longitud media, normalmente musculoso. La grupa de los caballos no es larga, sino más bien ancha y ligeramente inclinada. El lomo es ancho, profundo y con costillas falsas bien desarrolladas. El omóplato de los caballos Karachay es de longitud media y suele ser recto. La postura de las patas delanteras del caballo es amplia, con un ligero pie zambo. No se notan deficiencias importantes en su estructura. Las patas traseras, cuando se colocan correctamente, suelen tener forma de sable. Los cascos de los caballos karachái tienen la forma y el tamaño correctos y se distinguen por su resistencia especial. La crin y la cola son bastante espesas y largas, a menudo onduladas.
El caballo karachái de tipo antiguo era de baja estatura y tenía una constitución buena y proporcional. Es muy resistente e incansable para moverse por caminos y senderos de montaña y era indispensable para viajes largos.

### Líneas genealógicas de sementales
A finales de los años 20 del siglo XX se establecieron líneas genealógicas de sementales masculinos, que recibieron un mayor desarrollo. Uno de los más significativos fue la línea del semental negro Dausuz. Sus descendientes se caracterizaron por una constitución fuerte, corpulencia y alta fertilidad, capacidad de trabajo universal. Posteriormente, en los años cincuenta, utilizando dos nuevos sementales, se crearon dos líneas masculinas más mediante cruce: 166 Zaloga y 79 Arsenal. Encajaron con éxito en la raza karachái, ampliando su acervo genético. Una de las líneas más valiosas fueron los descendientes del caballo anglo-karachái negro Luvra, que completaron la formación de la estructura genealógica de la raza.

## Historia

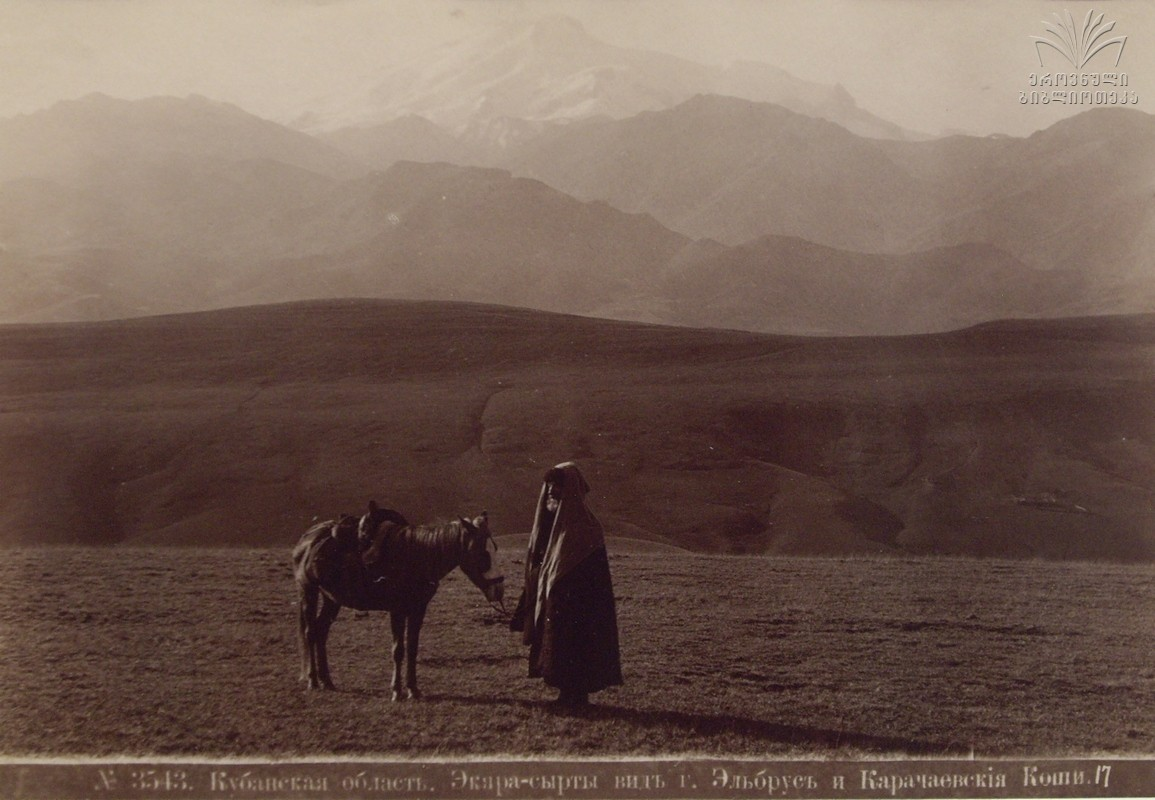
Caballo karachái, década de 1890.

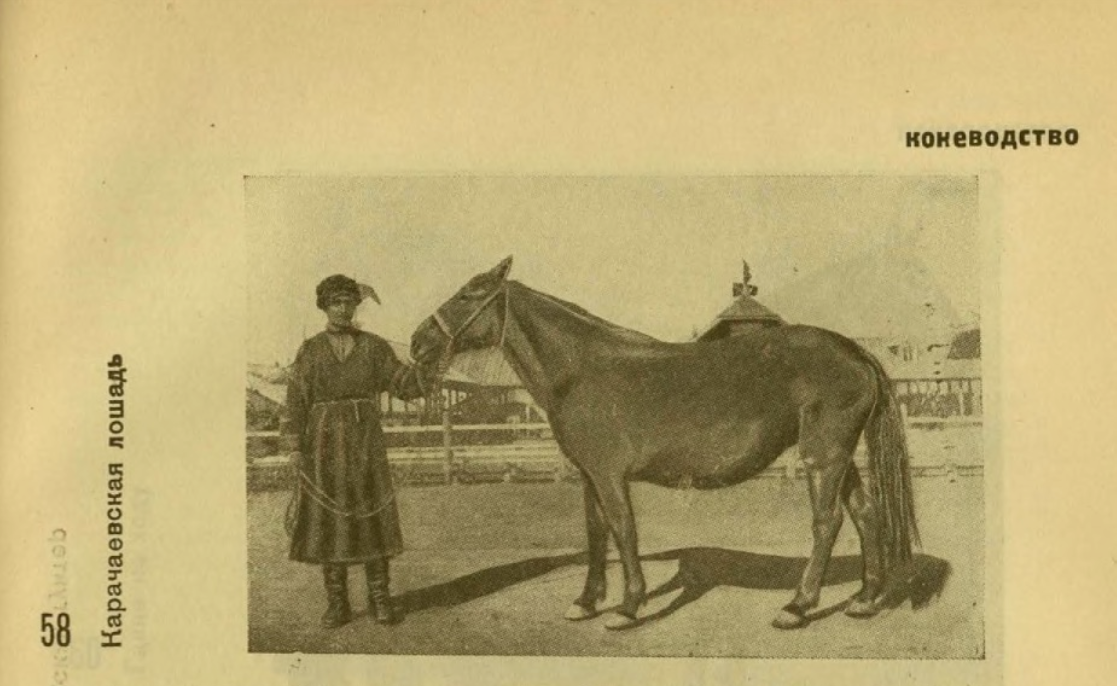
Caballo karachái, 1933.

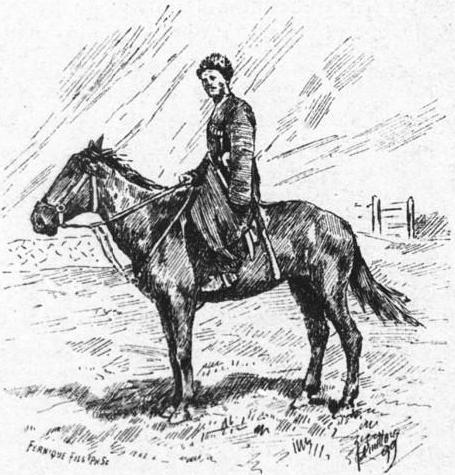
Florence Crauford Grove, Cavalier Koratchai en Le Caucase. 1899.

El karachái es un caballo de montar originario de las regiones noroccidentales de las montañas del Cáucaso. Fue criado por primera vez para uso militar y agrícola por los karacháis alrededor de los siglos XIV y XV en las condiciones climáticas y geográficas del Cáucaso Norte.
La raza era conocida por los europeos al menos desde el siglo XVIII. El investigador alemán Peter Simon Pallas (1793) escribió: "Crían una raza de caballos pequeños pero resistentes y fogosos, conocidos por sus cualidades sobresalientes". Otro investigador, S. Bronevski, en 1823, escribió: "Son una raza pequeña, pero robusta de caballos de montaña, conocidos con el nombre de caballos karachái". El etnógrafo húngaro Jean-Charles de Besse, miembro de la expedición de Gueorgui Emmanuel al monte Elbrus, también elogió la raza en 1829: "Los caballos de Karachái son una raza excelente... Son fáciles de manejar y no conozco otra raza de caballos que se desempeñe mejor en las pendientes pronunciadas y que sea tan inagotable".
A finales del siglo XIX, en Karachái había criaderos de caballos que contaban con entre 500 y 1000 caballos. A principios del siglo XX, la región desempeñó un papel importante en el abastecimiento de caballos de carga a la mayoría de los regimientos del ejército cosaco del Kubán. Cada año, los karacháis vendían unos diez mil caballos.
En la década de 1920, durante el período de restablecimiento de la cría de caballos en el Cáucaso Norte que tuvo lugar después de la guerra civil, se elaboraron planes para el trabajo con esta raza, por lo que se inició su cría selectiva. En 1927 se creó la ganadería estatal de equitación y en 1929 se organizó la ganadería estatal (Gosplemjoz, Госплемхоз) de caballos karachái, que en 1930 se reorganizó en la ganadería Karacháyevski 168, que durante algún tiempo llevó el nombre de Iósif Stalin.
En 1935 se creó el primer volumen del libro genealógico de razas de montaña, en el que se registraron 204 yeguas karachái. El caballo karachái es especialmente bueno en las montañas. En el invierno de 1935-1936 se celebró una cabalgata de 3.000 kilómetros en el Cáucaso. La duración y el recorrido de la cabalgata fueron extremadamente difíciles. Entre los participantes había diez caballos karachái y caballos de otras razas. La cabalgata duró 47 días, recorriendo una media de 64 kilómetros al día. En un mes, los mismos caballos completaron una carrera de Piatigorsk a Rostov, una distancia de 600 km en cinco días por caminos y senderos muy embarrados. En 1937 se creó un centro de cría estatal en el óblast autónomo Karachái.
En 1998, un grupo de jinetes de Karacháyevo-Cherkesia con tres caballos karachái ascendió a la cumbre oriental del monte Elbrús, la montaña más alta de Europa, un acto sin precedentes. En 1999, jinetes con caballos karachái ascendieron a la cumbre occidental de la misma montaña. Esto demuestra lo fuerte y bien adaptado que es el caballo karachái para escalar montañas. Un mérito especial corresponde a un experto en cría de caballos, Klych Geriy Urusov, quien fue el cerebro detrás de esta conquista ecuestre del Elbrús. En la actualidad, el caballo karachái se cría en la ganadería Karacháyevski 168 (Malokaracháyevski) y en otras ganaderías. En 2008, en Karacháyevo-Cherkesia había unos 20.000 caballos karachái.

## Usos
El caballo karachái era un caballo de carga y de tiro, primero para los karachái y luego para las fuerzas militares cosacas del Imperio ruso. la caballería de la Unión Soviética también se abastecía de estos caballos. Los caballos karachái modernos y los caballos anglo-karachái se pueden encontrar en diferentes áreas, como espectáculos ecuestres, competiciones, carreras de montaña, saltos, turismo y agricultura. Muchos caballos fueron exportados fuera de Karachái. La raza también se utilizó para desarrollar el caballo tersk.